# Didemnum kelleri
Didemnum kelleri is een zakpijpensoort uit de familie van de Didemnidae. De wetenschappelijke naam van de soort is voor het eerst geldig gepubliceerd in 1923 door Michaelsen.